# Martwa piłka (koszykówka)
Ten artykuł opisuje zagadnienie koszykarskie zgodne z normami FIBA.
Zasady w ligach NBA, NCAA lub innych mogą różnić się od tutaj przedstawionych.
Martwa piłka – w koszykówce, jest to stan, w którym piłka nie może być zagrywana.
Piłka staje się martwa, gdy:
- nastąpił celny rzut do kosza z gry lub z rzutu wolnego
- sędzia zagwiżdże, gdy piłka jest w grze (jest żywa)
- piłka nie wpadnie do kosza podczas rzutu wolnego, po którym następuje:
  - kolejny rzut wolny
  - następna kara (rzut wolny lub posiadanie piłki)
- zabrzmi sygnał zegara czasu gry lub zegara 24 sekund
- podczas lotu do kosza po rzucie z gry, gdy piłka zostaje dotknięta przez zawodnika jednej z drużyn

Piłka nie staje się martwa (i jeżeli rzut jest celny punkty zostaną zaliczone), gdy:
- Piłka jest w locie do kosza po rzucie z gry i:
  - Sędzia zagwiżdże
  - Zabrzmi sygnał zegara czasu gry lub 24 sekund
- Piłka leci do kosza podczas rzutu wolnego i sędzia zagwiżdże z powodu przekroczenia jakiegokolwiek przepisu przez jakiegokolwiek zawodnika, oprócz rzucającego.
- Zawodnik popełnia faul, gdy piłka jest w posiadaniu przeciwnika będącego w akcji rzutowej i kończącego ten rzut ruchem ciągłym, rozpoczętym przed popełnieniem faula.

Warunek ten nie ma zastosowania (i punkty nie zostaną zaliczone), jeżeli:
- po tym jak sędzia zagwizdał zostanie wykonana zupełnie nowa akcja rzutowa.
- w trakcie wykonywania przez zawodnika ciągłego ruchu do kosza w trakcie akcji rzutowej zabrzmi sygnał zegara czasu gry lub zegara 24 sekund.

Piłka staje się żywa, gdy:
- podczas rzutu sędziowskiego opuszcza ręce sędziego
- zawodnik wykonujący rzuty wolne ma ją w dyspozycji
- zawodnik wprowadzający piłkę z autu ma ją w dyspozycji.